# Glycérie d'Héraclée
Glycérie d'Héraclée (en grec moderne : Γλυκερία), ou Glycérie de Trajanopolis (IIe siècle - vers 177), est une vierge   martyre vénérée comme sainte par l'Église catholique et l'Église orthodoxe.

## Hagiographie
Glycérie est la fille de Macarius, un important officier romain en résidence en Asie Mineure, puis en Grèce à Trajanopolis, sous le règne d'Antonin le Pieux. Elle perd ses parents très jeunes et se tourne vers la religion chrétienne. 
Vers 141, le préfet de Trajanopolis, Sabinus, reçoit un édit impérial ordonnant aux chrétiens d'offrir des sacrifices aux Dieux. Mais le jour où les habitants de la ville doivent aller adorer Zeus, Glycérie refuse et brise la statue dans le temple. Les prêtres ordonnent aux fidèles de la lapider, mais les pierres ne l'atteignent pas. Elle est alors condamnée à être jetée aux animaux sauvages. Mais elle meurt avant qu'ils puissent la toucher. 
Les liturgies grecques et orthodoxes l'honorent par un office complet le 13 mai. L'Église catholique la célèbre le 8 juillet
Elle est surtout célèbre parmi les grecs du patriarcat de Constantinople à cause d'une huile sainte qui aurait suinté de son tombeau à Héraclée.